# SNK Ikari Warriors Hardware
SNK Ikari Warriors Hardware es una Placa de arcade creada por SNK destinada a los salones arcade.

## Descripción
SNK Ikari Warriors Hardware fue lanzada por SNK en 1986.
El sistema tenía dos procesadores Z80, operando a una frecuencia de 4 MHz. Para el audio cuenta con un Z80 operando a 4 MHz y  2 chips de sonido YM3526 a 4 MHz.
En esta placa funcionaron 3 títulos creados por SNK: Athena, Fighting Golf / Country Club / Lee Trevino's Fighting Golf, Ikari / Ikari Warriors.

## Especificaciones técnicas

### Procesador
- 2x Z80 trabajando a 4 MHz

### Audio
- Z80 trabajando a 4 MHz

Chips de sonido:
- 2x YM3526 trabajando a 4 MHz

## Lista de videojuegos
- Athena
- Fighting Golf / Country Club / Lee Trevino's Fighting Golf
- Ikari / Ikari Warriors